# Golfe de Ley

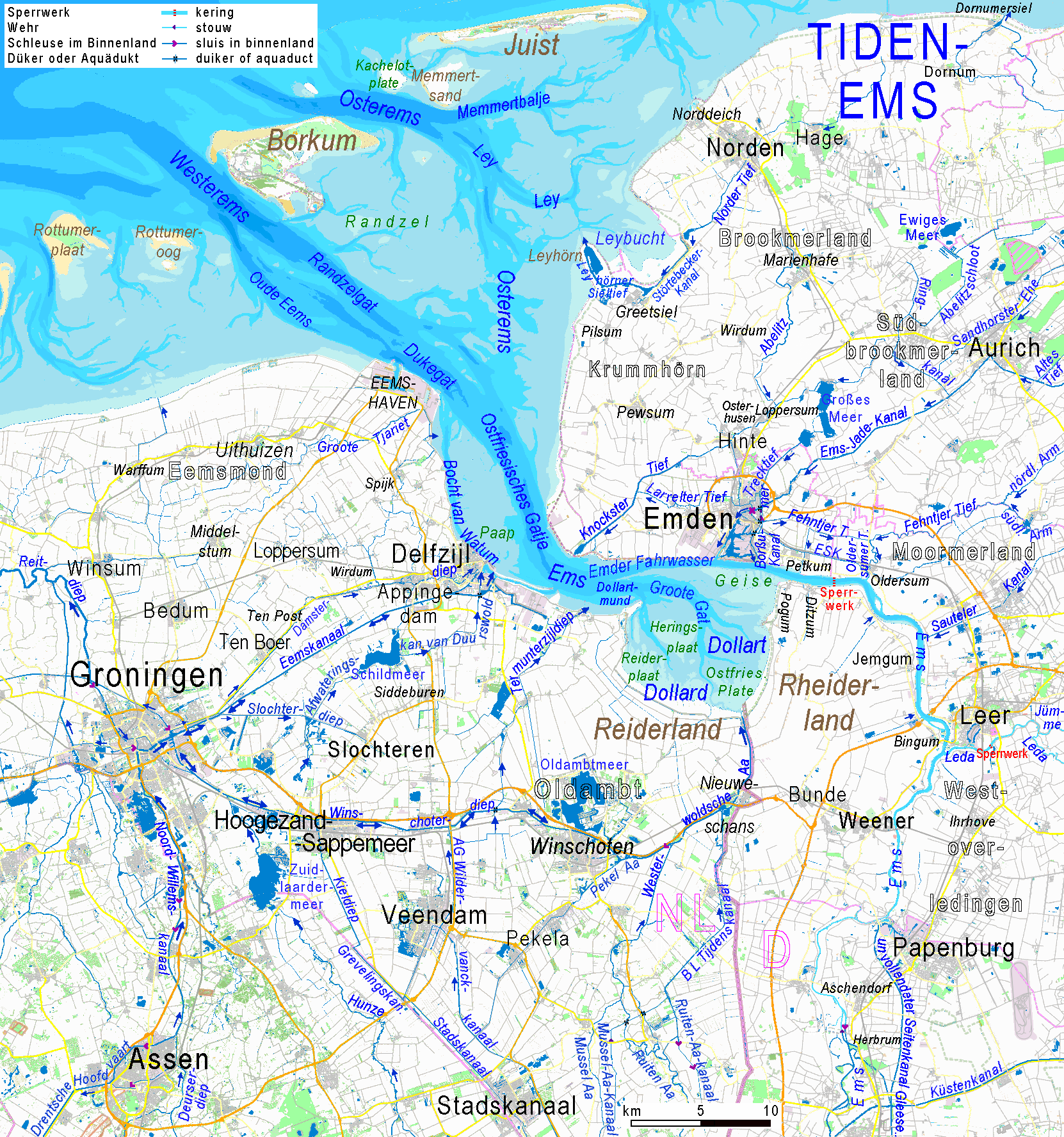
Le golfe de Ley, sur la rive orientale de l’estuaire de l’Ems : les Wadden sont dessinés en blanc, les dépressions et terres inondables en bleu pâle ; les zones marines endiguées sont en bleu.

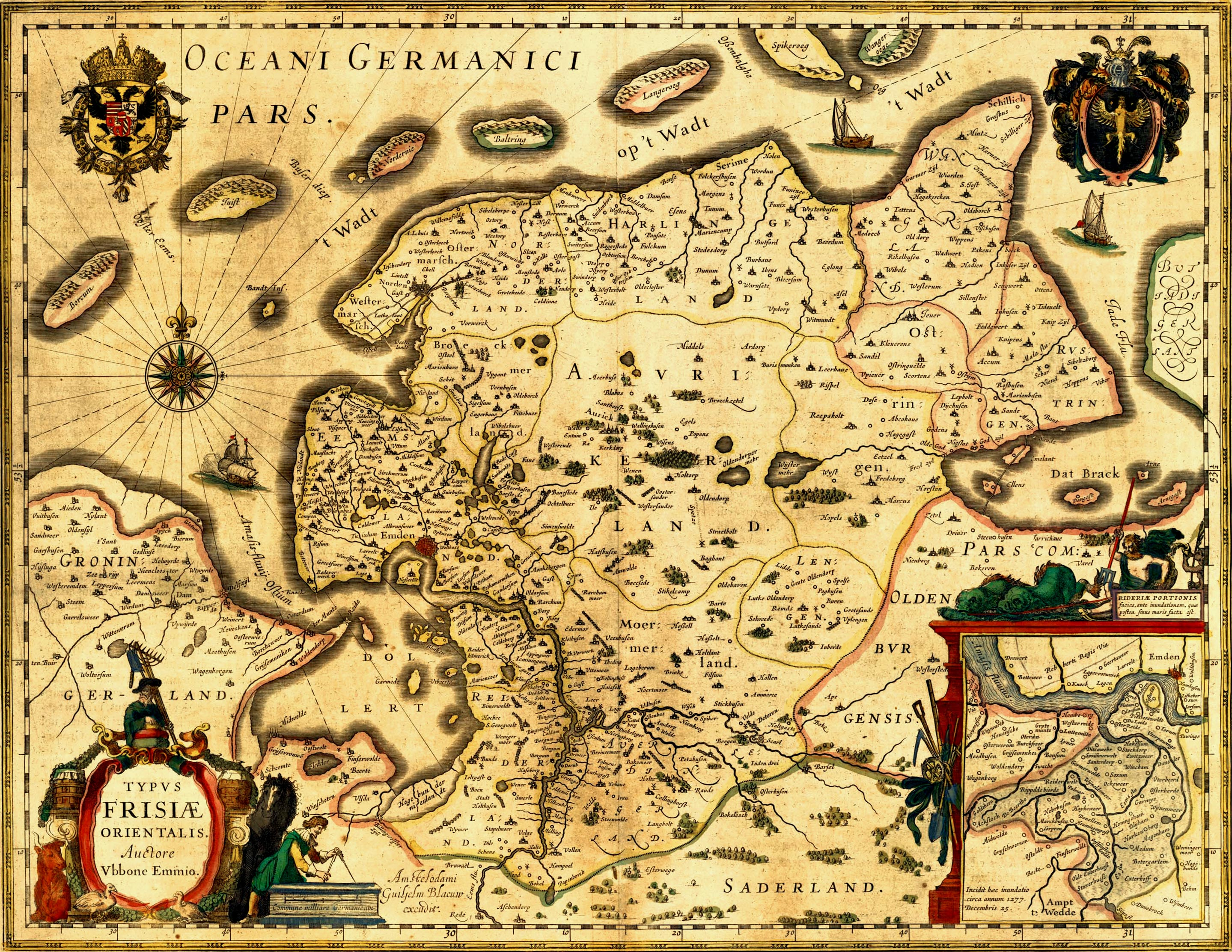
Le littoral frison vers 1600, carte à l'encre d'Ubbon Emmius.

Le golfe de Ley est le golfe le plus étendu de Frise orientale après celui du Dollart. Bordé de prés salés, il se rattache au parc naturel de la Mer des Wadden.

## Géographie
Le golfe de Ley recouvre 19 km2 à l'ouest de la Frise orientale, entre le polder de Greetsiel et la digue de Norddeich, à environ 18 km au nord d’Emden et 25 km à l'ouest de l’arrondissement d'Aurich. Il dessine la frontière entre le Norderland (à l'est) et la presqu'île de Krummhörn au Sud.
Au sud-ouest, la pittoresque presqu'île de Leyhörn s'enfonce dans la mer, principalement alimentée en eau douce par les bassins de rétention du barrage du polder de Leysiel.

## Histoire
Le golfe de Ley s'est formé après les dernières inondations des Pays-Bas historiquement documentées, celles du 26 décembre 838, qui firent environ 2 500 victimes ; puis les inondations de 1374 et 1376 portèrent sa superficie à son maximum historique,  129 km2 : il s'étendait alors de Greetsiel à l'ouest, jusqu'au port de Marienhafe à l'est, c'est-à-dire de Norden à Canhusen (commune de Hinte) au  Sud. Au fil des siècles suivants, les éleveurs ne cessèrent de poldériser le golfe, le ramenant le golfe à sa superficie actuelle dès 1950. Les derniers endiguements, achevés entre 1947 et 1950 avec la construction de la digue de Störtebeker, ont stabilisé le trait de côte. Il y a eu depuis de multiples projets de remblaiements complets de cette dépression, pour diminuer le périmètre de la digue et améliorer la défense des côtes ; mais des considérations sur la  protection de l'environnement y ont mis un frein. Seules des mesures ponctuelles de défense des côtes ont été entreprises depuis (par exemple entre 1991 et fin 1994, celles du Leyhörn).
En vue de conforter les digues, les travaux préparatoires de construction de la digue de Störtebeker ont démarré dès 1985, et la digue elle-même a été inaugurée en 2000 ; protégée elle-même par l'ancienne digue, elle contribue à l'embellissement des marais salants.

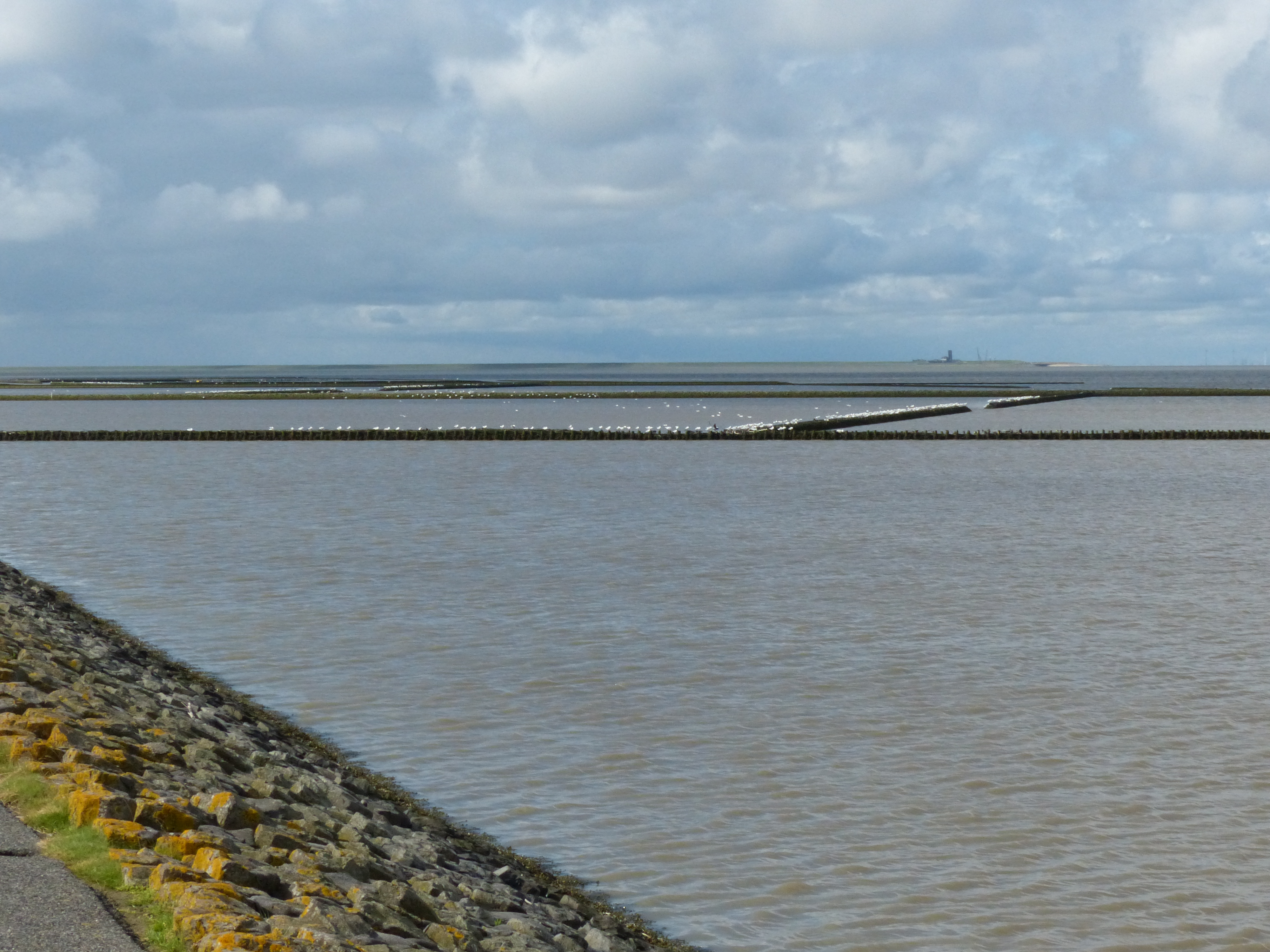
Vue sur la moitié orientale du golfe de Ley et la presqu'île de Leyhörn.
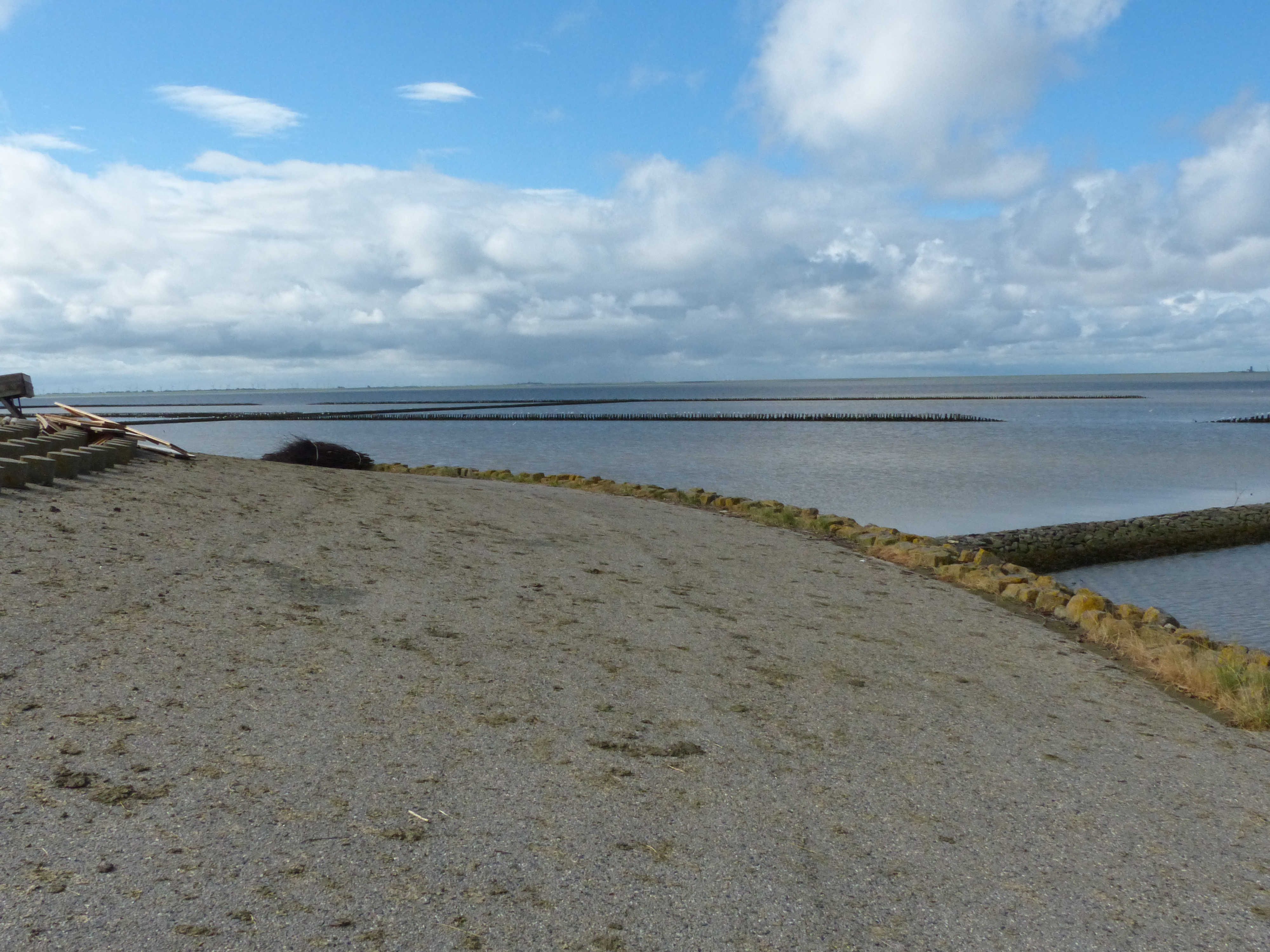
Le fond du golfe, vu depuis la pointe nord.
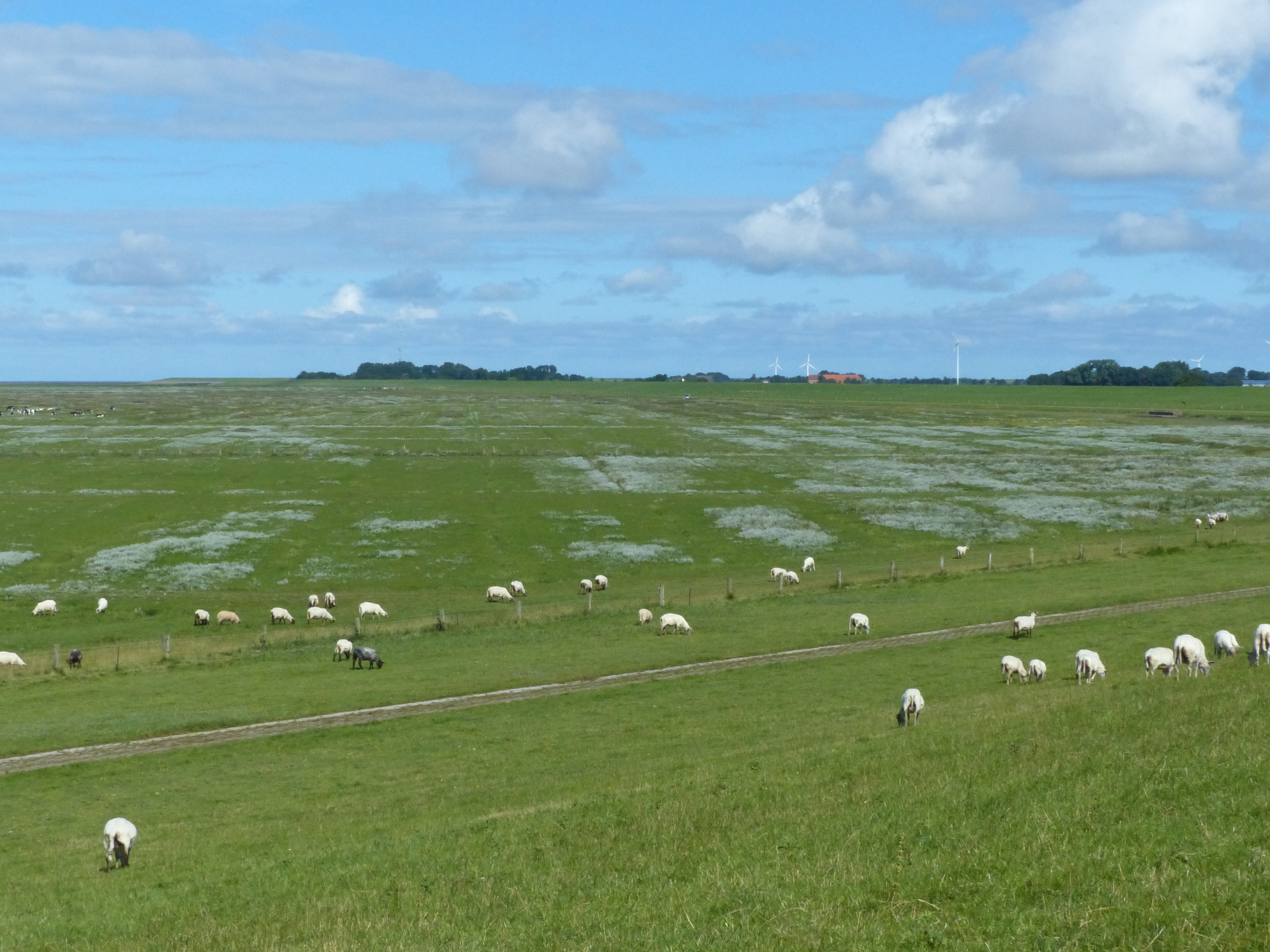
Les prés salés Buscher Heller, le long de la rive orientale : on aperçoit, entre les bosquets, l'antenne radio historique de Norddeich Radio.

## Situation actuelle
Le golfe de Ley appartient au parc naturel saxon de la Mer des Wadden et est classé Zone I (zone de repos). Du fait de la faune et de la flore propres aux prés salés, elle bénéficie de mesures particulières.
Le polder est exploité depuis les années 1950 et forme un faubourg de Norden. Le golfe reçoit les eaux d'exhaure du Norder Tief et des deux chenaux (l'ancien et le nouveau) du polder de Greetsiel, qui constitue un lieu de villégiature très fréquenté en Allemagne.

## Voir également
- (de) Site de la maison du tourisme du Parc National de Greetsiel
- (de) Service de Basse-Saxe de l'économie maritime, de la protection du littoral et de la Nature : programme de protection du golfe de Ley
- (de) Le golfe de Ley – Programme de transformation par endiguements